# Tatinghem
Tatinghem és un municipi francès situat al departament del Pas de Calais i a la regió dels Alts de França. L'any 2007 tenia 1.804 habitants.

## Demografia

### Població
El 2007 la població de fet de Tatinghem era de 1.804 persones. Hi havia 642 famílies de les quals 108 eren unipersonals (32 homes vivint sols i 76 dones vivint soles), 209 parelles sense fills, 277 parelles amb fills i 48 famílies monoparentals amb fills.
La població ha evolucionat segons el següent gràfic:
Habitants censats

### Habitatges
El 2007 hi havia 668 habitatges, 648 eren l'habitatge principal de la família, 5 eren segones residències i 15 estaven desocupats. 654 eren cases i 12 eren apartaments. Dels 648 habitatges principals, 500 estaven ocupats pels seus propietaris, 141 estaven llogats i ocupats pels llogaters i 7 estaven cedits a títol gratuït; 1 tenia una cambra, 17 en tenien dues, 46 en tenien tres, 137 en tenien quatre i 447 en tenien cinc o més. 567 habitatges disposaven pel capbaix d'una plaça de pàrquing. A 256 habitatges hi havia un automòbil i a 339 n'hi havia dos o més.

### Piràmide de població
La piràmide de població per edats i sexe el 2009 era:
| Homes | Edats   | Dones |
| ----- | ------- | ----- |
| 0     | 95 o +  | 0     |
| 4     | 90 a 94 | 4     |
| 0     | 85 a 89 | 8     |
| 0     | 80 a 84 | 8     |
| 24    | 75 a 79 | 12    |
| 32    | 70 a 74 | 32    |
| 24    | 65 a 69 | 32    |
| 20    | 60 a 64 | 36    |
| 32    | 55 a 59 | 24    |
| 52    | 50 a 54 | 64    |
| 80    | 45 a 49 | 64    |
| 92    | 40 a 44 | 68    |
| 60    | 35 a 39 | 60    |
| 96    | 30 a 34 | 88    |
| 44    | 25 a 29 | 64    |
| 56    | 20 a 24 | 12    |
| 60    | 15 a 19 | 40    |
| 48    | 10 a 14 | 60    |
| 80    | 5 a 9   | 76    |
| 92    | 0 a 4   | 84    |

## Economia
El 2007 la població en edat de treballar era de 1.195 persones, 894 eren actives i 301 eren inactives. De les 894 persones actives 807 estaven ocupades (449 homes i 358 dones) i 87 estaven aturades (38 homes i 49 dones). De les 301 persones inactives 84 estaven jubilades, 111 estaven estudiant i 106 estaven classificades com a «altres inactius».

### Ingressos
El 2009 a Tatinghem hi havia 653 unitats fiscals que integraven 1.813 persones, la mediana anual d'ingressos fiscals per persona era de 18.501 €.

### Activitats econòmiques
Dels 49 establiments que hi havia el 2007, 2 eren d'empreses alimentàries, 7 d'empreses de fabricació d'altres productes industrials, 13 d'empreses de construcció, 6 d'empreses de comerç i reparació d'automòbils, 5 d'empreses de transport, 2 d'empreses d'hostatgeria i restauració, 3 d'empreses financeres, 1 d'una empresa immobiliària, 5 d'empreses de serveis, 3 d'entitats de l'administració pública i 2 d'empreses classificades com a «altres activitats de serveis».
Dels 13 establiments de servei als particulars que hi havia el 2009, 1 era un taller de reparació d'automòbils i de material agrícola, 4 paletes, 1 guixaire pintor, 2 fusteries, 2 lampisteries, 1 electricista, 1 empresa de construcció i 1 perruqueria.
L'únic establiment comercial que hi havia el 2009 era una carnisseria.
L'any 2000 a Tatinghem hi havia 8 explotacions agrícoles que ocupaven un total de 435 hectàrees.

## Equipaments sanitaris i escolars
El 2009 hi havia una escola elemental.

## Poblacions més properes
El següent diagrama mostra les poblacions més properes.